# Zaragoza (Nueva Ecija)
Zaragoza è una municipalità di quarta classe delle Filippine, situata nella Provincia di Nueva Ecija, nella regione di Luzon Centrale.
Zaragoza è formata da 19 baranggay:
- Batitang
- Carmen
- Concepcion
- Del Pilar
- General Luna
- H. Romero
- Macarse
- Manaul
- Mayamot
- Pantoc
- San Vicente (Pob.)
- San Isidro
- San Rafael
- Santa Cruz
- Santa Lucia Old
- Santa Lucia Young
- Santo Rosario Old
- Santo Rosario Young
- Valeriana